# Megan Gale
Megan Kate Gale (Perth, 7 agosto 1975) è una modella e attrice australiana.
È nota soprattutto in Italia e nel suo paese natio grazie agli spot pubblicitari per Omnitel/Vodafone di cui è stata protagonista dal 1999 al 2006.

## Biografia

### Carriera
Ha fatto il suo ingresso nel mondo della moda nel 1994, grazie alla sua vittoria in un concorso; ha poi raggiunto una certa fama nel 1999, come protagonista di un fortunato spot televisivo per la società di telefonia mobile italiana Omnitel (ora Vodafone Italia). Nel suo primo spot faceva la parte di una ricercata che veniva fermata mentre guidava e a cui venivano prese le impronte digitali. Complice il successo di tale spot, Megan Gale ha continuato ad essere il volto delle campagne pubblicitarie (tra cui quella per il lancio internazionale del marchio britannico) di Omnitel/Vodafone sino al 2005 e dicembre 2006, quando la compagnia telefonica ha deciso di non procedere ad un ulteriore rinnovo del contratto con la modella australiana.
In seguito, è stata per breve tempo testimonial Lepel promuovendo i suoi capi di intimo. Nel 2001 ha posato per il calendario sexy del mensile Max. È ritornata poi nel 2008 in una nuova pubblicità per la Vodafone Italia in occasione delle feste, dicendo "Non potevo mancare". Oltre alla fortunata esperienza per la Vodafone, in Italia Megan Gale ha anche prestato la propria immagine per una serie di campagne a sfondo sociale, una promossa dal comune di Milano contro l'imbrattamento dei muri degli edifici cittadini, un'altra volta a combattere il fenomeno dell'abbandono degli animali domestici durante il periodo estivo e uno per la promozione alla donazione di sangue. In aggiunta alla propria attività di modella e testimonial pubblicitaria, Megan Gale ha partecipato anche ad alcune produzioni cinematografiche, fra cui una piccola parte nel film Stealth - Arma suprema (2005) e recitando nei panni di se stessa nei film Vacanze di Natale 2000 (1999, diretto da Carlo Vanzina), Body Guards - Guardie del corpo (2000, di Neri Parenti), con Massimo Boldi e Christian De Sica, e Stregati dalla luna (2001). Nel 2001, compare inoltre nel videoclip www.mipiacitu dei Gazosa.

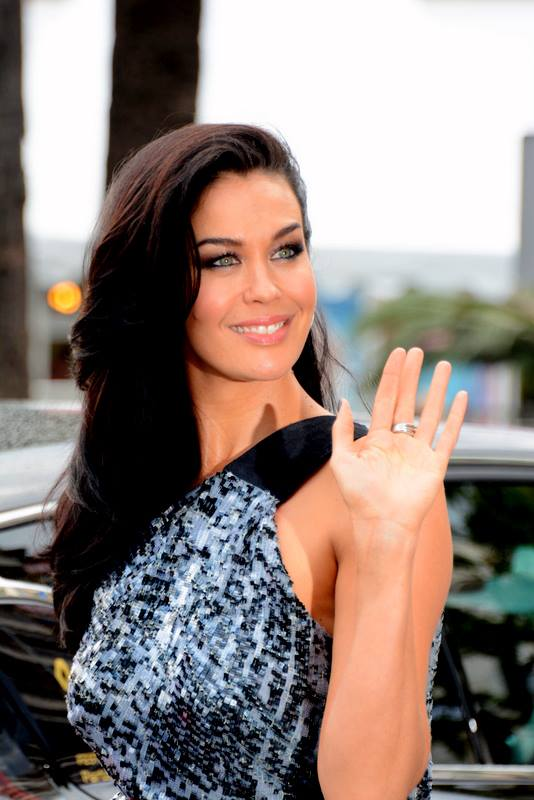
Megan Gale al Festival di Cannes 2015

Ha inoltre condotto assieme a Raffaella Carrà il Festival di Sanremo 2001. In Australia ha condotto degli show del canale tv Nine Network e ha sfilato per diversi anni per lo stilista David Jones, fino al 2008, quando ha annunciato il suo ritiro dalle passerelle. Era stata scelta per la parte di Wonder Woman, ruolo che fu in passato di Lynda Carter, nel film sulla Justice League of America, Justice League: Mortal, diretto da George Miller, ma il film per vari problemi non è stato più realizzato. Ha poi condotto, sempre per Nine Network, la trasmissione Body Work trasmessa in Italia da La5. Dal 2011 è una delle testimonial della L'Oréal. Nel 2015 Megan Gale ha preso parte, in un ruolo secondario, al film Mad Max: Fury Road.

## Vita privata
Dalla relazione con il giocatore di football australiano Shaun Hampson, iniziata nel gennaio 2011, è nato River Alan Thomas Hampson il 13 maggio 2014, mentre il 6 ottobre 2017 ha dato alla luce la seconda figlia, Rosie May Dee Hampson (dopo un precedente aborto spontaneo nel 2016).

## Filmografia

### Cinema
- Vacanze di Natale 2000, regia di Carlo Vanzina (1999) - nel ruolo di se stessa
- Body Guards - Guardie del corpo, regia di Neri Parenti (2000) - nel ruolo di se stessa
- Stregati dalla luna, regia di Pino Ammendola (2001)
- Stealth - Arma suprema, regia di Rob Cohen (2005)
- I Love You Too, regia di Daina Reid (2010)
- The Water Diviner, regia di Russell Crowe (2014)
- Mad Max: Fury Road, regia di George Miller (2015)
- Tremila anni di attesa (Three Thousand Years of Longing), regia di George Miller (2022)

### Televisione
- Wonderland – serie TV, episodio 2x02 (2014)

### Videoclip
- www.mipiacitu, dei Gazosa (2001)

## Programmi televisivi
- 51º Festival di Sanremo (Rai 1, 2001) Co-conduttrice
- Australia's Next Top Model - 5 puntate (2007-2016) Conduttrice
- Body Work (La5, 2010) Conduttrice

## Agenzie
- Chadwick Model Management - Sydney
- Louisa Models - Monaco di Baviera
- D Management Group

## Doppiatrici italiane
Nelle versioni in italiano delle opere in cui ha recitato, Megan Gale è stata doppiata da:
- Claudia Catani in Stregati dalla luna
- Francesca Fiorentini in Stealth - Arma suprema
- Barbara De Bortoli in Mad Max: Fury Road